# Beata Pawlikowska
Beata Pawlikowska, née le 11 juin 1965 à Koszalin (Poméranie occidentale), est une voyageuse, journaliste et écrivaine polonaise, également traductrice, photographe, illustratrice de livres.

## Biographie

### Formation
Après une scolarité secondaire au lycée no 2 de Koszalin, elle entame des études supérieures de langues vivantes étrangères (anglais et hongrois), qu'elle abandonne rapidement. Pendant un certain temps, elle travaille, entre autres en tant qu'opérateur informatique, secrétaire, traducteur et professeur d'anglais. À Londres, elle travaille aussi comme femme de ménage et serveuse.

### Vie personnelle
En 1994, elle se marie religieusement avec Wojciech Cejrowski (pl), mais le mariage n'est pas enregistré à l'état civil et est finalement annulé plus de dix ans plus tard par le tribunal ecclésiastique compétent.
Elle a adopté le régime végétarien, qu'elle promeut dans des ouvrages culinaires : Moje zdrowe przepisy (« Mes recettes santé ») en 2014, Szczęśliwe garnki. Kulinarna książka z przepisami na wiosnę (« Des marmites heureuses. Livre de recettes printanières ») en 2015, Pyszna książka kucharska (« Un délicieux livre de cuisine ») en 2016.

### Travail dans l'audiovisuel
En 1990, Beata Pawlikowska commence à travailler à Radio Koszalin (pl), réalisant un cours d'anglais puis une émission musicale.
En 1992, elle s'installe à Londres, d'où elle diffuse pendant neuf mois une correspondance musicale pour l'émission « Tam-Tam » du 3e programme (pl) de la radio polonaise. En 1993, après son retour en Pologne, elle travaille pour la station musicale privée Radio Kolor (en), avec ses propres émissions et, avec Grzegorz Wasowski (pl) un hit-parade pour les aînés.
En 1994, elle présente sur TVP 1 l'émission musicale « Be-bop-a-lula ».
En 1995, elle revient à l'antenne du 3e programme de la radio polonaise, avec l'émission menée avec Grzegorz Wasowski sous un nouveau titre « Oldboy hit list ». Elle anime également le programme « Internoc ». Dans les années 1995–1998, elle prend part à la Lista przebojów Programu Trzeciego (pl).
À partir d'avril 1999, elle collabore à Radio ZET (en), où jusqu'en septembre 2004 elle anime un programme de voyage intitulé « Le monde vu par une blonde ». À partir d'octobre 2004, à l'antenne du 1er programme (pl) de la radio publique, elle produit l'émission « Le monde vu par Beata Pawlikowska », avant de revenir en décembre 2005 sur Radio ZET jusqu'au 20 mars 2016.
En 2002, elle est nommée pour le prix Grand Press (pl). En 2003, elle remporte la première place dans deux catégories du plébiscite Media FM.net « Zdobywcy Eteru » (vainqueur de l'éther) et Perełki radiowe (perle de la radio).
Elle anime également le programme « L'Arbre du voyageur » sur la radio Internet Radio Baobab (pl). En 2016-2017, elle présente l'émission « Une blonde à midi pile » sur la station Internet Open.fm (pl).
De septembre 2018 au 14 juin 2020, elle anime l'émission « Une blonde en voyage » sur Radio Kolor.
Parallèlement, elle présente l'émission de télé-réalité d'aventure « Les Conquérants » sur TVP2 (2004) et TVP1 (2005, avec Krzysztof Wielicki), En 2007–2008, avec Krzysztof Skiba (pl), elle anime le programme « Voyager dans la bonne humeur » sur TVP2, et en 2009, l'émission Zagadkowa blondynka (« Une blonde mystérieuse ») sur TVP2.
Du 21 juin au 16 août 2020, elle revient sur le troisième programme de la radio polonaise pour une émission intitulée « Une blonde sur la trois ».

### Voyages et publications
Beata Pawlikowska écrit son premier livre à l'âge de 18 ans, c'est un roman « réaliste magique », lu par épisodes sur le 3e programme (pl) de la radio polonaise. Pendant plusieurs mois par an, elle parcourt le monde, principalement en Amérique du Sud, où elle documente la vie des Indiens d'Amazonie. Selon Wojciech Cejrowski (pl), elle est la première femme à traverser la « jungle la plus pittoresque du monde » de la région du Darién à la frontière du Panama et de la Colombie, qu'il a décrite dans son livre « Un gringo au milieu des tribus sauvages ». Selon ce récit, Wojciech Cejrowski et Beata Pawlikowska seraient également les premiers Polonais à avoir réussi à traverser Darién.
Elle raconte ses voyages dans des articles oubliés dans des magazines et dans ses livres. Elle promeut les principes d'alimentation selon les principes de la philosophie chinoise des cinq transformations.
Elle illustre elle-même ses livres avec ses photographies et ses dessins. Elle écrit des chroniques pour "Głos Pomorza (pl)", "Głos Szczeciński (pl)" et "Gazeta Wrocławska (pl)". Ses articles et photos ont également été publiés dans de nombreux magazines et revues comme "Gazeta Wyborcza", "Rzeczpospolita", "Polityka", "Playboy", "Poznaj Świat (pl)", "Podróże", "Focus (en)", "Viva! (pl)", "Cosmopolitan". Elle a réalisé des dessins pour l'album d'Anna Wyszkoni (pl) intitulé Pan i Pani.
Elle a remporté deux fois (2001, 2002) la première place au concours de la section touristique de l'Association des journalistes de la République de Pologne (SDRP) pour les meilleurs reportages sur l'étranger publiés en Pologne.
En 2006, elle est lauréate du prix Beata-Pawlak et en 2010, elle remporte le prix Magellan pour son soutien à la promotion des voyages.
Elle a collaboré en tant que traductrice avec les éditions Egmont Polska (pl) et avec TVP 2, notamment pour des dialogues de documentaires musicaux. Elle collabore également avec le  "National Geographic".
En mai 2013, la Fondation pour le soutien aux chiens de sauvetages "Irma" lui a donné le titre d'ambassadrice d'honneur de la fondation.

## Œuvres

### Livres de voyage
- Blondynka w dżungli (« Une blonde dans la jungle »), 2001 –  (ISBN 83-7163-376-9) (prix Arkady-Fiedler du Pavillon d'ambre)
- Blondynka wśród łowców tęczy (« Une blonde chez les chasseurs d'arc-en-ciel »), 2002 –  (ISBN 83-89217-01-5).
- Blondynka śpiewa w Ukajali (« Une blonde chante à Ucayala »), National Geographic, 2003  (ISBN 978-83-75963-82-3)  (ISBN 978-83-89019-96-7) (premier livre d'un auteur polonais chez cet éditeur)
- Blondynka u szamana (« Une blonde chez le chaman »), 2004, National Geographic –  (ISBN 83-89019-57-4) – le livre raconte les aventures de Beata Pawlikowska dans la jungle amazonienne. En errant dans la forêt vierge, l'écrivain rencontre un chaman, qui l'emmène dans son village. Là, elle reçoit une initiation chamanique, apprend à guérir ou à « parler » avec les esprits.
- Blondynka Tao (« Une blonde Tao »), 2005, National Geographic –  (ISBN 83-60006-20-2).
- Blondynka na Kubie. Na tropach prawdy i Ernesta Che Guevary (« Une blonde à Cuba : sur les traces de la vérité et d'Ernesto Che Guevarra », National Geographic, 2006 – Prix Beata-Pawlak
- Poradnik Globtrotera, czyli Blondynka w podróży (« Manuel du globetrotter, ou Une blonde en voyage »), 2007, National Geographic –  (ISBN 978-83-60006-49-8)
- Blondynka na Czarnym Lądzie (« Une blonde sur le continent noir »), 2009, National Geographic –  (ISBN 978-83-7596-039-6).
- Blondynka na safari (« Une blonde en safari »), 2010, National Geographic –  (ISBN 978-83-7596-040-2).
- Blondynka, jaguar i tajemnica Majów (« Une blonde, le jaguar et le mystère des Mayas »), 2010, National Geographic –  (ISBN 978-83-7596-092-1).
- Blondynka, jaguar i tajemnica Majów – Audiobook (2010, Biblioteka Akustyczna)
- Blondynka na Zanzibarze (« Une blonde à Zanzibar »), 2010, National Geographic –  (ISBN 978-83-7596-108-9).
- Blondynka w Tybecie (« Une blonde au Tibet »), 2010, National Geographic –  (ISBN 978-83-7596-109-6).
- Blondynka na Wyspie Wielkanocnej (« Une blonde sur l'Île de Pâques »), 2010 National Geographic –  (ISBN 978-83-7596-119-5).
- Blondynka w Tanzanii (« Une blonde en Tanzanie »), 2010, National Geographic –  (ISBN 978-83-7596-120-1).
- Blondynka w Himalajach (« Une blonde dans l'Himalaya »), 2011, National Geographic –  (ISBN 978-83-7596-122-5).
- Blondynka na Sri Lance (« Une blonde à Sri Langka »), 2011, National Geographic –  (ISBN 978-83-7596-124-9).
- Blondynka w Peru (« Une blonde au Pérou »), 2011, National Geographic –  (ISBN 978-83-7596-123-2).
- Blondynka na tropie tajemnic (« Une blonde sur la trace des mystères »), 2011, National Geographic –  (ISBN 978-83-7596-181-2).
- Blondynka w kwiecie lotosu (« Une blonde et la fleur de lotus »), 2011, National Geographic
- Blondynka w Indiach (« Une blonde aux Indes »), 2011, National Geographic –  (ISBN 978-83-7596-125-6).
- Blondynka w Meksyku (« Une blonde au Mexique »), 2011, National Geographic –  (ISBN 978-83-7596-126-3).
- Blondynka w Amazonii (« Une blonde en Amazonie »), 2011, National Geographic –  (ISBN 978-83-7596-128-7).
- Blondynka w Kambodży (« Une blonde au Cambodge »), 2011, National Geographic –  (ISBN 978-83-7596-127-0).
- Blondynka na Tasmanii (« Une blonde en Tasmanie »), 2011, National Geographic -  (ISBN 978-83-7596-202-4).
- Blondynka w Australii (« Une blonde en Australie »), 2011, National Geographic –  (ISBN 978-83-7596-208-6).
- Blondynka w zaginionych światach (« Une blonde dans les mondes perdus »), 2011, National Geographic –  (ISBN 978-83-7596-320-5).
- Blondynka w Chinach (« Une blonde en Chine»), 2012, National Geographic –  (ISBN 978-83-7596-397-7).
- Podróżuj, módl się, kochaj (« Voyage, prie, aime »), 2012, National Geographic
- Blondynka na Bali (« Une blonde à Bali »), 2012, National Geographic –  (ISBN 978-83-7596-398-4).
- Blondynka na Jawie (« Une blonde à Java »), 2013, National Geographic –  (ISBN 978-83-7596-557-5).
- Blondynka w Londynie (« Une blonde à Londres »), 2013, National Geographic –  (ISBN 978-83-7596-518-6)
- Blondynka w Japonii (« Une blonde au Japon »), 2016, Edipresse Polska SA –  (ISBN 978-83-7945-427-3)

### Ouvrages collectifs
- Między niebem a piekłem (« Entre le ciel et l'enfer ») 2004  (ISBN 83-89019-62-0)
- Wyprawa na koniec świata (« Expédition au bout du monde ») 2004  (ISBN 83-89019-65-5)
- Świat na talerzu (« Le Monde dans votre assiette ») 2004  (ISBN 83-89019-87-6)
- Kobieta Metafizyczna (« Les femmes et la métaphysique ») 2005  (ISBN 83-60207-35-6)

### Livres pratiques

#### langues étrangères
- série de cours de langue Blondynka na językach (« Une blonde et les langues »), National Geographic,  (ISBN 978-83-7596-021-1),  (ISBN 978-83-7596-020-4),  (ISBN 978-83-7778-199-9))
anglais (Grande-Bretagne) (2010), anglais (États-Unis) (2010), allemand (2010), espagnol (Europe) (2011), italien (2011), français (2011), espagnol (Amérique latine) (2011), russe (2012), portugais (2012), néerlandais (2013), japonais (2013), norvégien (2013).
- guides de conversation en
anglais, français, espagnol, allemand, russe, italien

#### Développement personnel
- W dżungli życia (« Dans la jungle de la vie ») 2005,  (ISBN 83-60000-07-7)
- W dżungli miłości (« Dans la jungle de l'amour ») 2008,  (ISBN 978-83-60000-25-0))
- W dżungli niepewności (« Dans la jungle du doute ») 2009,  (ISBN 978-83-60000-34-2))
- W dżungli samotności (« Dans la jungle de la solitude ») 2010,  (ISBN 978-83-60000-39-7))
- Teoria bezwzględności, czyli jak uniknąć końca świata (« La théorie de la relativité - Comment éviter la fin du monde ») 2012   (ISBN 978-83-77785-98-0)
- W dżungli podświadomości (« Dans la jungle du subconscient ») 2013,  (ISBN 978-83-7778-438-9))
- Księga kodów podświadomości (« Le grand livre du subconscient ») 2013)
- Kurs szczęścia (« Cours de bonheur »)  2013,  (ISBN 978-83-7778-434-1))
- Trening szczęścia (« S'entrainer au bonheur ») 2014,  (ISBN 978-83-7778-435-8))
- Jestem bogiem podświadomości (« Je suis le dieu du subconscient ») 2014)
- Narkotyki, anoreksja i inne sekrety (« Narcotiques, anorexie et autres secrets ») 2016)
- Wyszłam z niemocy i depresji ty też możesz (« Je suis sortie de la maladie et de la dépression : tu peux toi aussi ») (2016)

#### Alimentation équilibrée
- Nasze przysmaki (« Dans la jungle de la vie ») 2003  (ISBN 83-7184-307-0) –
- Jedz zdrowo i myśl pozytywnie  (« Mange sainement et pense positivement »)  (ISBN 9788377786093)
- Na zdrowie. 15 przepisów na dobry początek (« 15 recettes pour commencer à être en bonne santé ») 2014, G+J  (ISBN 9788377786031)
- Nowe zdrowe przepisy (« Nouvelles recettes pour être en bonne santé ») 2014  (ISBN 9788377788912)
- Piekę zdrowy chleb! I ciastka! (« Je cuis mon pain et mes gâteaux pour être en bonne santé ») 2014  (ISBN 9788377788950)
- série Dans la jungle de la santé:
  - tome 1 :W dżungli zdrowia (« Dans la jungle de la santé ») 2014  (ISBN 9788377786505)
  - tome 2 : Moje zdrowe przepisy (« Mes recettes pour être en bonne santé ») 2014  (ISBN 9788377786246)
  - tome 3 : Moja dieta cud (« Mon régime miracle ») 2014  (ISBN 9788377788905)
  - tome 4 : Największe kłamstwa naszej cywilizacji (« Les plus grands mensonges de notre civilisation ») 2015  (ISBN 9788377789087)
  - tome 5 : Największe skarby naszej cywilizacji (« Les plus grands trésors de notre civilisation »)  2015

#### Autres ouvrages pratiques
- Książka o prezentach (« Le Livre des cadeaux ») 2001,  (ISBN 83-915934-0-1)
- Księga dobrych życzeń (« Le Livre des meilleurs souhaits ») 2004,  (ISBN 83-7184-086-1)
- Rok dobrych myśli – kalendarz  (« Une année de bonnes idées – calendrier »)  2013, 2014, 2015, 2016, 2017, 2018, 2019, 2020, 2021
- Fotografuję Świat (« Je photographie le monde ») 2010, National Geographic,  (ISBN 978-83-7596-099-0) – premier album photo
- Planeta dobrych myśli (« Une planète de bonnes idées ») 2013
- Kot dla początkujących (« Le chat pour les débutants ») (2016),  (ISBN 978-83-7945-236-1))[1]

### Littérature
- Agnes w Wenecji (« Agnès à Venise ») 2009, Latarnik,  (ISBN 978-83-600-0030-4)
- Baśnie dla dzieci i dla dorosłych (« Contes pour les enfants et les grandes personnes ») 2013, National Geographic

## Site externes
- Notices d'autorité :   - VIAF
  - ISNI
  - LCCN
  - GND
  - Pologne
  - NUKAT
  - Australie
  - Tchéquie
  - WorldCat
- Site officiel